# Sœurs Chemmâma
Les sœurs Chemmâma sont des chanteuses et danseuses tunisiennes qui ont été en leur temps les coqueluches des familles de la capitale tunisienne, Tunis.

## Biographie
Leur père est un commerçant juif tunisien prospère qui meurt prématurément, laissant sa famille dans le besoin. C'est ce contexte difficile qui amène Kammûna, Mannâna, Bîbiya et Bhayla à trouver un moyen de gagner leur vie. Musiciennes par leur éducation familiale, considérées comme belles et talentueuses, elles fondent alors une troupe musicale (aouada) pour se produire sur scène malgré les réticences de leur famille conservatrice.
On raconte qu'elles font de l'ombre à Leïla Sfez, qui est de moins en moins sollicitée et doit se résigner à s'occuper de l'éducation musicale de sa nièce, Habiba Msika. Les sœurs chantent en chœur et dansent, régulièrement accompagnées par le violoniste Kaylu.
Des photographies les montrent avec des pantalons bouffants coquins, leur mise en scène et leur talent leur assurant une célébrité : elles sont ainsi de toutes les fêtes des familles tunisoises. Installées avec leur mère dans un hôtel particulier de la rue de l'École à Tunis, elles suscitent la convoitise de chevaliers servants et obtiennent un succès tel qu'elles reçoivent des propositions de la part de maisons de disques, comme celle de Fella Nataf, et enregistrent plusieurs de leurs succès.

## Discographie
- Ezzine Ezzine
- Lbnat Chemama
- Tabkaw Ala Khir Ya Syadi
- Dir El Khamr Fi Al Kass
- Taher Ya Motahir
- Ala Jannat